# Gordon Liu
Gordon Liu (chiń. upr. 刘家辉; chiń. trad. 劉家輝; pinyin Liú Jiāhuī; jyutping Lau4 Gaa1-fai1) (ur. 22 sierpnia 1951 w Guangdong) – chiński aktor i instruktor wschodnich sztuk walki. Popularność przyniosła mu rola San Te w filmie 36 komnata Shaolin oraz jego kontynuacjach. Znany stał się także dzięki filmom Kill Bill, gdzie w pierwszej części zagrał Johnny’ego Mo, a w drugiej mistrza Pai Mei.

## Młodość
Urodził się w 1951 roku w prowincji Guangdong w Chinach jako Xian Jinxi (冼錦熙). Gdy jego rodzina przeniosła się do Hongkongu, regularnie opuszczał zajęcia szkolne, żeby trenować kung fu w szkole Lau Gar prowadzonej przez słynnego mistrza sztuk walki Lau Charna. Często mylnie uważa się, że Liu jest jego adoptowanym synem i przybranym bratem Lau Kar-leunga (Liu Chia-liang) i Lau Kar-winga (Liu Chia-yung). Ze względu na szacunek jakim darzył Charna i jego żonę, która również pomagała mu w treningach, postanowił przyjąć imię Lau Kar Fai (jednakże w swoich wczesnych filmach ze względu na problemy z mandaryńską wersją tego imienia był podpisywany jako Liu Chia-hui). Z kolei imienia Gordon zaczął używać w okresie, gdy uczęszczał do angielskich szkół w Hongkongu.

## Kariera
Po zakończeniu edukacji krótko pracował jako urzędnik morski. Później syn Charna, Lau Kar-leung, który był reżyserem i choreografem walk zaproponował mu niewielką rolę w filmie. Początkowo grywał małe epizody w takich produkcjach, jak: Pięciu mistrzów z Szaolin (1974), Hong quan yu yong chun (1974) czy Ma Ko Po Lo (1975). W 1976 roku obsadzono go w roli ludowego bohatera, Wong Fei-hunga w filmie Huang Feihong yu liu a cai, a rok później zagrał Tung Tien China w filmie Mściciele z klasztoru Shaolin Przełomowym momentem dla jego kariery był 1978 rok i rola San Te w filmie 36 komnata Shaolin. Dzięki niemu zyskał międzynarodową popularność, ale mimo to w latach 80. nadal grywał niewielkie role.
W latach 90. zaczął występować także w serialach, w który wcielał się głównie w mistrzów wschodnich sztuk walki.
Quentin Tarantino, który był fanem Liu postanowił obsadzić go w jednym ze swoich filmów. Wybór padł na Kill Billa, gdzie zaproponował mu podwójną rolę: Johnny’ego Mo i mistrza Pai Mei. Występ w tych filmach odświeżył karierę Liu i wzmógł zainteresowanie chińskich producentów, kiedy powrócił do pracy nad projektami dla hongkońskiej telewizji TVB.
W 2008 roku dołączył do obsady hollywoodzkiego filmu Chandni Chowk To China, w którym zagrał również znany indyjski aktor Akshay Kumar.

## Filmografia

### Filmy
Lista opracowana w oparciu o serwis IMDb.
| Rok  | Tytuł (pomniejszona czcionka oznacza tytuł oryginalny)     | Rola                      |
| ---- | ---------------------------------------------------------- | ------------------------- |
| 1973 | Sha chu chong wei                                          | –                         |
| 1974 | Pięciu mistrzów z Szaolin Siu lam ng jo                    | Chang Yung                |
| 1974 | Hong quan yu yong chun                                     | Ho Chen-kang              |
| 1975 | Ma Ko Po Lo                                                | Aburiha                   |
| 1976 | Huang Fei-hong yu liu a cai                                | Wong Fei-hung             |
| 1976 | Pa kuo lien chun                                           | bokser                    |
| 1976 | Baat do lau ji                                             | mongolski dowódca         |
| 1977 | Mściciele z klasztoru Shaolin Hung Hsi-kuan                | Tung Tien-chin            |
| 1977 | Gong fu xiao zi                                            | Shang Kai-yuan            |
| 1978 | 36 komnata Shaolin Shao Lin san shi liu fang               | San Te                    |
| 1978 | Styl modliszki Tang lang                                   | mnich                     |
| 1978 | Sha chu chong wei                                          | -                         |
| 1978 | Shaolin kontra ninja Zong hua zhang fu                     | Ho Tao                    |
| 1979 | Lan tou He                                                 | Jedenasty książę/pan Wang |
| 1979 | Walka z cieniem Mao shan jiang shi quan                    | Chang Chieh               |
| 1979 | Shao Lin zhen ying xiong                                   | -                         |
| 1980 | Po jie da shi                                              | Fa Tien                   |
| 1980 | Powrót do 36 komnaty Shao Lin da peng da shi               | Chao Jen-cheh             |
| 1980 | Klan białego Lotosu Hong Wending san po bai lian jiao      | Hong Wen-ting             |
| 1981 | Wu guan                                                    | Huang Feihong             |
| 1981 | Walka z cieniem Cheung booi                                | James                     |
| 1981 | Lung fu siu yeh                                            | Monk Mo Seung             |
| 1982 | Yu mao san xi jin mao shu                                  | cesarz Yung Hsi           |
| 1982 | Legendarna broń kung-fu Shih ba pan wu yi                  | Ti Tan                    |
| 1982 | Shao Lin zui ba quan                                       | Lao Chung                 |
| 1982 | Raiders of Buddhist Kung Fu                                | -                         |
| 1982 | Baat sap yee ga fong haak                                  | Ah Hui                    |
| 1982 | Bok chun                                                   | -                         |
| 1983 | Shao Lin yu Wu Dang                                        | Hung Yung-kit             |
| 1983 | Lu ding ji                                                 | -                         |
| 1983 | Moja młoda ciotka Chang jen men                            | -                         |
| 1984 | Dzieci z Shaolin Shao Lin xiao zi                          | -                         |
| 1984 | Wu Lang ba gua gun                                         | Yang Wu-lang              |
| 1985 | Uczniowie 36 Komnaty Pi li shi jie                         | San Te                    |
| 1985 | Di zi ye feng kuang                                        | Ching                     |
| 1985 | Xiao nian Su Qi Er                                         | Beggar Su Chan            |
| 1986 | Guo fu zhuan                                               | -                         |
| 1988 | Lo foo chut gang                                           | Hitman                    |
| 1988 | Król piekieł Kujaku ô                                      | Kubira                    |
| 1988 | Lie xue feng yun                                           | Fai                       |
| 1989 | Meng gui wu ting                                           | Chai                      |
| 1989 | Upadłe anioły Sha shou hu die meng                         | Lai Liu                   |
| 1989 | Sha shou tian shi                                          | Michael                   |
| 1989 | A Fiery Family                                             | -                         |
| 1990 | Lao hu chu geng 2                                          | Fai                       |
| 1990 | Fu gui bing tuan                                           | dowódca                   |
| 1991 | No foh wai lung                                            | Lung                      |
| 1992 | Lip pau hang dung                                          | przywódca gangu           |
| 1992 | Yun yu di liu gan                                          | Chit-Chit                 |
| 1993 | Ostatni wojownik Wong Fei-hung chi tit gai dau neung gung  | mistrz Liu Heung          |
| 1993 | Zou lao wei long                                           | Hood                      |
| 1993 | Xiao xia Chu Liu Xiang                                     | mnich                     |
| 1993 | Tang Bohu dian Qiuxiang                                    | zły uczeń                 |
| 1993 | Lun Wen-xu lao dian Liu Xian-kai                           | Jego Ekscelencja          |
| 1994 | Hua qi Shao Lin                                            | Abbot Hung Chi            |
| 1994 | Jui kuen III                                               | gubernator Li             |
| 1994 | Waleczne dzieciaki Shao Lin huo bao bei                    | -                         |
| 1995 | Lethal Girls 2                                             | Gordon Liu                |
| 1999 | Yi dai xiao xiong cao cao                                  |                           |
| 1999 | Generation Pendragon                                       | -                         |
| 2000 | The Heaven Sword and Dragon Saber                          | Sing Kwan                 |
| 2000 | The Legend of Lady Yang                                    | Chan Yuen-lai             |
| 2002 | Drunken Monkey                                             | -                         |
| 2003 | Kill Bill Kill Bill: Vol. 1                                | Johnny Mo                 |
| 2003 | Siu nin a Fu                                               | Trener Lau                |
| 2003 | Chui ma lau                                                | detektyw Hung Yat Fu      |
| 2004 | Kill Bill 2 Kill Bill: Vol. 2                              | Pai Mei                   |
| 2004 | Shao Lin jiang shi                                         | Pak / brat White          |
| 2005 | Komando smoka Mang lung                                    | -                         |
| 2005 | Niebezpieczna kraina Qing dian da sheng                    | -                         |
| 2006 | Saam fun chung sin saan                                    | szef triady               |
| 2006 | Katana-Man                                                 | -                         |
| 2007 | Shao Lin jiang shi tian ji                                 | Roam Chow                 |
| 2008 | Kuang mang jing hun                                        | mistrz Mao                |
| 2009 | Chandni Chowk to China                                     | Hojo                      |
| 2010 | Chuen sing yit luen - yit lat lat                          | wujek Fai                 |
| 2010 | Prawdziwa legenda Su Qi-Er                                 | brodacz                   |
| 2010 | Kong Hong: Lost in Love                                    | bankier                   |
| 2011 | Quan Qiu Re Lian                                           | pan Chen                  |
| 2011 | Latające miecze ze Smoczej Bramy                           | Wan Yulou                 |
| 2012 | Człowiek o żelaznych pięściach The Man with the Iron Fists | Abbott                    |
| 2012 | Blood Money                                                | mnich z Shaolin           |
| 2012 | Zabić, by przetrwać Kill 'em All                           | Snakehead                 |
| 2013 | She Shen Ji                                                | Zhao Yumin                |
| 2014 | Future Fighters                                            | Da Su                     |

### Seriale
| Rok  | Tytuł (pomniejszona czcionka oznacza tytuł oryginalny) | Rola                         |
| ---- | ------------------------------------------------------ | ---------------------------- |
| 1995 | Sun diu hap lui                                        | Monk Kumlun                  |
| 1996 | Sai yau gei                                            | Bull Demon                   |
| 1997 | Qian qiu jia guo meng                                  | Zhang Baozi / Chen Jiongming |
| 1998 | Zhong hua da zhang fu                                  | Hoi's Dad                    |
| 2005 | Ching mai hak sum lam                                  | Tong Sum                     |
| 2005 | Fat shan chaan sin sang                                | Lin Yung                     |
| 2006 | Faan wan fuk yu                                        | Lai Yue-hoi                  |
| 2007 | Hok king chut gaan                                     | Yuen Moon                    |
| 2007 | Ying chai chip fook                                    | Tsang Dai-lik                |